# Campionat de Sud-àfrica de ciclisme en ruta

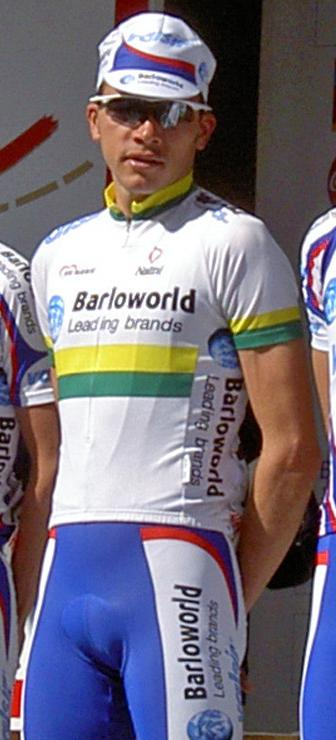
Ryan Cox amb el mallot de Sud-àfrica.

El Campionat de Sud-àfrica de ciclisme en ruta és una competició ciclista que serveix per a determinar el Campió de Sud-àfrica de l'especialitat. El títol s'atorga al vencedor d'una única carrera. El vencedor obté el dret a portar un mallot amb els colors nacionals fins al Campionat de l'any següent en qualsevol prova en ruta.

## Palmarès masculí
| Any  | Primer                      | Segon                       | Tercer                      |
| 1995 | Malcolm Lange               |                             |                             |
| 1997 | Rodney Green                | Jac-Louis Van Wijk          | Jacques Fullard             |
| 1998 | Simon Kessler               | Jacques Fullard             | Malcolm Lange               |
| 1999 | Malcolm Lange               | Rudolf Wentzel              | Jacques Fullard             |
| 2000 | Simon Kessler               | Kosie Loubser               | Rudolf Wentzel              |
| 2001 | Jacques Fullard             | Simon Kessler               | Owen Hannie                 |
| 2002 | Tiaan Kannemeyer            | Ryan Cox                    | Morné Bester                |
| 2003 | David George                | Malcolm Lange               | Rodney Green                |
| 2004 | Ryan Cox                    | David George                | Nicholas White              |
| 2005 | Ryan Cox                    | Tiaan Kannemeyer            | Rodney Green                |
| 2006 | Jacques Fullard             | Darren Lill                 | David George                |
| 2007 | Malcolm Lange               | David George                | Neil MacDonald              |
| 2008 | Ian Mcleod                  | Jacques Janse van Rensburg  | Waylon Woolcock             |
| 2009 | Jamie Ball                  | Daryl Impey                 | Kosie Loubser               |
| 2010 | Christoff van Heerden       | Nicholas White              | James Lewis Perry           |
| 2011 | Darren Lill                 | Burry Stander               | Christoff van Heerden       |
| 2012 | Robert Hunter               | Reinardt Janse van Rensburg | Johann Rabie                |
| 2013 | Jay Robert Thomson          | Louis Meintjes              | Johann Rabie                |
| 2014 | Louis Meintjes              | Daryl Impey                 | Jay Robert Thomson          |
| 2015 | Jacques Janse van Rensburg  | Daryl Impey                 | Jayde Julius                |
| 2016 | Jacobus Venter              | Stefan de Bod               | Reinardt Janse van Rensburg |
| 2017 | Reinardt Janse van Rensburg | Stefan de Bod               | Willie Smit                 |
| 2018 | Daryl Impey                 | Reinardt Janse van Rensburg | Nolan Hoffman               |
| 2019 | Daryl Impey                 | Ryan Gibbons                | Stefan de Bod               |
| 2020 | Ryan Gibbons                | Daryl Impey                 | Jayde Julius                |
| 2021 | Marc Pritzen                | Willie Smit                 | Nic Dlamini                 |
| 2022 | Reinardt Janse van Rensburg | Willie Smit                 | Marc Pritzen                |
| 2023 | Travis Stedman              | Reinardt Janse van Rensburg | Gert Heyns                  |
| 2024 | Ryan Gibbons                | Nortje Tristan              | Morné van Niekerk           |
| 2025 | Daniyal Mathews             | Casper Kruger               | Daniel Loubser              |

### Palmarès sub-23
| Any  | Primer                     | Segon                | Tercer                      |
| 2000 | Owen Hannie                | James Lewis Perry    | Alwyn Scheepers             |
| 2003 | Daryl Impey                | Eckhard Bergh        | Willie Van Zyl              |
| 2004 | Eckhard Bergh              | Daryl Impey          | Waylon Woolcock             |
| 2005 | Willie Van Zyl             | Eckhard Bergh        | Dan Craven                  |
| 2006 | John-Lee Augustyn          | Joey Thompson        | Shaun Ward                  |
| 2008 | Jacques Janse Van Rensburg | Johann Rabie         | Burry Stander               |
| 2009 | Clinton Barrow             | Henning Jooste       | Johann Rabie                |
| 2010 | Johan Van Zyl              | Reynard Butler       | Reinardt Janse Van Rensburg |
| 2011 | Johan Van Zyl              | Louis Meintjes       | Jason Bakke                 |
| 2012 | Calvin Beneke              | Louis Meintjes       | Shaun-Nick Bester           |
| 2013 | Louis Meintjes             | Christopher Jennings | Kyle Donachie               |
| 2014 | Louis Meintjes             | Ryan Gibbons         | Nicholas Dougall            |
| 2015 | Jayde Julius               | Stefan de Bod        | Oliver Stapleton-Cotton     |
| 2016 | Stefan de Bod              | Ryan Gibbons         | Morne van Niekerk           |
| 2017 | Stefan de Bod              | Nickolas Dlamini     | Morne van Niekerk           |
| 2018 | Jason Oosthuizen           | Ryan Harris          | Gustav Basson               |
| 2019 | Marc Pritzen               | Byron Munton         | Jason Oosthuizen            |
| 2020 | Louis Visser               | Jean-Pierre Lloyd    | Bradley Gouveris            |
| 2021 | Marc Pritzen               | Travis Barrett       | Travis Stedman              |
| 2022 | Callum Ormiston            | Travis Stedman       | Christiaan Klopper          |

## Palmarès femení
| Any  | Primera                    | Segona                 | Tercera                    |
| 1996 | Anke Erlank                | Erica Green            |                            |
| 1997 | Anul·lat                   | Anul·lat               | Anul·lat                   |
| 1998 | Anriette Schoeman          | Magdalena Day          | Ronel Van Wyk              |
| 1999 | Ronel Van Wyk              | Rebecca Stamp          | Tracey Jordaan             |
| 2000 | Anriette Schoeman          | Ronel Van Wyk          | Annelise Stander           |
| 2001 | Anriette Schoeman          | Ronel Van Wyk          | Dalena Nel                 |
| 2002 | Anriette Schoeman          | Ronel Van Wyk          | Thea Barkhuizen            |
| 2003 | Anriette Schoeman          | Ronel Van Wyk          | Altie Pienaar              |
| 2004 | Anriette Schoeman          | Ronel Van Wyk          | Chrissie Viljoen           |
| 2005 | Ronel Van Wyk              | Anriette Schoeman      | Anke Erlank                |
| 2006 | Anriette Schoeman          | Marissa Stander        | Liezl Weideman             |
| 2007 | Ronel Van Wyk              | Marissa Stander        | Anriette Schoeman          |
| 2008 | Cherise Taylor             | Robyn De Groot         | Elzette Visagie            |
| 2009 | Lynette Burger             | Ashleigh Moolman       | Cherise Taylor             |
| 2010 | Cherise Taylor             | Anriette Schoeman      |                            |
| 2011 | Marissa Stander            | Robyn De Groot         | Cherise Taylor             |
| 2012 | Ashleigh Moolman           | Lise Olivier           | Joanna van de Winkel       |
| 2013 | Ashleigh Moolman           | An-Li Pretorius        | Lise Olivier               |
| 2014 | Ashleigh Moolman           | Cherise Taylor-Stander | Heidi Dalton               |
| 2015 | Ashleigh Moolman           | An-Li Kachelhoffer     | Lynette Burger             |
| 2016 | An-li Kachelhoffer         | Lise Olivier           | Anriette Schoeman          |
| 2017 | Heidi Dalton               | An-Li Kachelhoffer     | Ashleigh Moolman           |
| 2018 | Carla Oberholzer           | Maroesjka Matthee      | Lynette Burger             |
| 2019 | Ashleigh Moolman           | Juanita Venter         | Joanna van de Winkel       |
| 2020 | Ashleigh Moolman           | Carla Oberholzer       | Maroesjka Matthee          |
| 2021 | Hayley Preen               | Carla Oberholzer       | Frances Janse van Rensburg |
| 2022 | Frances Janse van Rensburg | Hayley Preen           | Carla Oberholzer           |
| 2023 | Frances Janse van Rensburg | Cherise Willeit        | Candice Lill               |
| 2024 | Carla Oberholzer           | Hayley Preen           | S'Annara Grove             |
| 2025 | S'Annara Grove             | Hayley Preen           | Tiffany Keep               |